# Gustavo Dulanto
Gustavo Alfonso Dulanto Sanguinetti, noto semplicemente come Gustavo Dulanto (Lima, 5 settembre 1995), è un calciatore peruviano, difensore dell’Universitario.

## Biografia
Suo padre Alfonso Dulanto è stato a sua volta un calciatore professionista.

## Caratteristiche tecniche
È un difensore centrale.

## Carriera
Ha esordito fra i professionisti il 1º maggio 2015 disputando con l'Universitario l'incontro del campionato peruviano perso 1-0 contro l'Unión Comercio; durante gli anni trascorsi in patria gioca complessivamente 6 partite in Coppa Libertadores e 3 partite (nelle quali segna anche una rete) in Coppa Sudamericana. In seguito si è trasferito in Europa, giocando nella prima divisione portoghese con il Boavista ed in quella moldava con lo Sheriff Tiraspol, con cui nella stagione 2021-2022 gioca anche in Champions League.

## Statistiche

### Presenze e reti nei club
Statistiche aggiornate al 20 novembre 2021.
| Stagione                | Squadra                 | Campionato              | Campionato | Campionato | Coppe nazionali | Coppe nazionali | Coppe nazionali | Coppe continentali | Coppe continentali | Coppe continentali | Altre coppe | Altre coppe | Altre coppe | Totale | Totale |
| Stagione                | Squadra                 | Comp                    | Pres       | Reti       | Comp            | Pres            | Reti            | Comp               | Pres               | Reti               | Comp        | Pres        | Reti        | Pres   | Reti   |
| ----------------------- | ----------------------- | ----------------------- | ---------- | ---------- | --------------- | --------------- | --------------- | ------------------ | ------------------ | ------------------ | ----------- | ----------- | ----------- | ------ | ------ |
| 2015                    | Universitario           | L1                      | 14         | 1          |                 | -               | -               | CS                 | 3                  | 1                  |             | -           | -           | 17     | 2      |
| 2016                    | Universitario           | L1                      | 3          | 0          |                 | -               | -               | CS                 | 0                  | 0                  |             | -           | -           | 3      | 0      |
| Totale Universitario    | Totale Universitario    | Totale Universitario    | 17         | 1          |                 | -               | -               |                    | 3                  | 1                  |             | -           | -           | 20     | 2      |
| 2017                    | UTC Cajamarca           | L1                      | 41         | 7          |                 | -               | -               |                    | -                  | -                  |             | -           | -           | 41     | 7      |
| 2018                    | Real Garcilaso          | L1                      | 34         | 3          |                 | -               | -               | CL                 | 5                  | 0                  |             | -           | -           | 39     | 3      |
| 2019                    | Real Garcilaso          | L1                      | 4          | 0          |                 | -               | -               | CL                 | 1                  | 0                  |             | -           | -           | 5      | 0      |
| Totale Real Garcilaso   | Totale Real Garcilaso   | Totale Real Garcilaso   | 38         | 3          |                 | -               | -               |                    | 6                  | 0                  |             | -           | -           | 44     | 3      |
| 2019-2020               | Boavista                | PL                      | 10         | 2          | CP+CdL          | 0+1             | 0               |                    | -                  | -                  |             | -           | -           | 11     | 2      |
| 2020-feb. 2021          | Boavista                | PL                      | 0          | 0          | CP              | 0               | 0               |                    | -                  | -                  |             | -           | -           | 0      | 0      |
| Totale Boavista         | Totale Boavista         | Totale Boavista         | 10         | 2          |                 | 1               | 0               |                    | -                  | -                  |             | -           | -           | 11     | 2      |
| feb.-mag. 2021          | Sheriff Tiraspol        | DN                      | 11         | 2          | CM              | 3               | 0               |                    | -                  | -                  |             | -           | -           | 14     | 2      |
| 2021-2022               | Sheriff Tiraspol        | DN                      | 10         | 0          | CM              | 0               | 0               | UCL                | 12                 | 1                  | SM          | 1           | 0           | 23     | 1      |
| Totale Sheriff Tiraspol | Totale Sheriff Tiraspol | Totale Sheriff Tiraspol | 21         | 2          |                 | 3               | 0               |                    | 12                 | 1                  |             | 1           | 0           | 37     | 3      |
| Totale carriera         | Totale carriera         | Totale carriera         | 127        | 15         |                 | 4               | 0               |                    | 21                 | 2                  |             | 1           | 0           | 153    | 17     |

## Palmarès

### Club

#### Competizioni nazionali
- Campionato moldavo: 2

Sheriff Tiraspol: 2020-2021, 2021-2022
- Coppa di Moldavia: 1

Sheriff Tiraspol: 2021-2022
- Coppa di Lettonia: 1

Riga FC: 2023
- Campionato peruviano: 1

Universitario: 2024